# ويلهلم غروس
ويلهلم غروس (بالألمانية: Wilhelm Gross)‏ هو رياضياتي نمساوي، ولد في 24 مارس 1886 في Molln ‏ في النمسا، وتوفي في 22 أكتوبر 1918 بسبب الإنفلونزا الإسبانية.